# 6006 Anaximandros
6006 Anaximandros è un asteroide della fascia principale. Scoperto nel 1989, presenta un'orbita caratterizzata da un semiasse maggiore pari a 2,8365552 UA e da un'eccentricità di 0,0806605, inclinata di 1,42153° rispetto all'eclittica.
L'asteroide è dedicato all'antico astronomo greco Anassimandro.